# 14 Pułk Piechoty Obrony Krajowej
14 Pułk Piechoty k.k. Landwehry (niem. 14. Landwehrinfanterieregiment Brünn lub 14 Landwehr Infanterie-Regimenter Brünn.) – pułk piechoty Kaiserlich Königliche Landwehr. Okręg uzupełnień – Brno (niem. Brünn).
Pułk został utworzony w 1889 roku w Wiedniu jako niemiecki pułk Obrony Krajowej.
Kolory pułkowe: trawiasty (grasgrün), guziki srebrne z oznaczeniem 14. W lipcu 1914 roku skład narodowościowy pułku: 67% – Czesi, 31% – Niemcy.

## Dyslokacje

### Dyslokacja w latach 1903–1914
Dowództwo oraz wszystkie bataliony oprócz II w Brnie. II batalion stacjonował w Igławie (niem. Iglau).

## Dowódcy pułku
- 1903 – płk Ludwig Ducke Edl. v. Niedenthal
- 1904–1907 – płk Albin Brumowsky
- 1908–1910 – płk Eduard Reindl
- 1911–1912 – płk Eduard Reindl Edl. v. Eschenhofen
- 1913–1914 – płk Gustav Ritt. v. Zygadlowicz

## Przydział w sierpniu 1914 roku
26 Brygada Piechoty Obrony Krajowej, 13 Dywizja Piechoty Obrony Krajowej, II Korpus Austro-Węgier.

## I wojna światowa
Bataliony pułku brały udział w walkach z Rosjanami w 1914 i 1915 roku w Galicji. Żołnierze pułku są pochowani m.in. na cmentarzach: Cmentarz wojenny nr 45 - Lipna, Cmentarz wojenny nr 46 - Konieczna, Cmentarz wojenny nr 52 - Zdynia.